# Nectandra membranacea
Nectandra membranacea (Sw.) Griseb. – gatunek rośliny z rodziny wawrzynowatych (Lauraceae Juss.). Występuje naturalnie w Ameryce Centralnej, na Karaibach oraz w Ameryce Południowej (z wyjątkiem jej południowej części). W Brazylii został zaobserwowany w stanach Acre, Rondônia, Tocantins, Bahia, Goiás, Espírito Santo, Minas Gerais, Rio de Janeiro, São Paulo, Paraná i Santa Catarina. 

## Morfologia
PokrójZimozielone drzewo dorastające do 4–20 m wysokości. Gałęzie są owłosione.
LiścieMają kształt od eliptycznego do lancetowatego. Mierzą 8–20 cm długości oraz 4–7 szerokości. Są lekko owłosione od spodu. Nasada liścia jest ostrokątna lub tępa. Wierzchołek jest ostry.
KwiatySą zebrane w wiechy. Rozwijają się w kątach pędów. Dorastają do 20 cm długości. Płatki okwiatu pojedynczego mają białą lub zielonkawą barwę. Są niepozorne – mierzą 3–5 mm średnicy.
OwoceMają kulisty kształt. Osiągają 10–15 mm długości.

## Biologia i ekologia
Rośnie w wiecznie zielonych lasach. Występuje na terenach nizinnych. Kwitnie od lipca do października, natomiast owoce pojawiają się w styczniu.